# Scuderia AlphaTauri
Scuderia AlphaTauri – włoski zespół wyścigowy i konstruktor Formuły 1, startujący w wyścigach Grand Prix w sezonach 2020-2023. Był to jeden z dwóch zespołów należących do firmy Red Bull. Ekipa została utworzona na bazie ekipy Scuderia Toro Rosso – zmiana nazwy podyktowana była promocją firmy AlphaTauri, odzieżowej marki austriackiego koncernu.
Zespół wziął udział w 83 wyścigach, zdobywając w sumie 309 punktów. W swojej historii ekipa zdobyła jedno zwycięstwo i dwa miejsca na podium, zdobyte przez Pierre'a Gasly'ego (wygrana w Grand Prix Włoch 2020 i trzecie miejsce w Grand Prix Azerbejdżanu 2021). Po sezonie 2023, ekipa zmieniła nazwę na Visa Cash App RB Formula 1 Team.

## Historia

### Początki

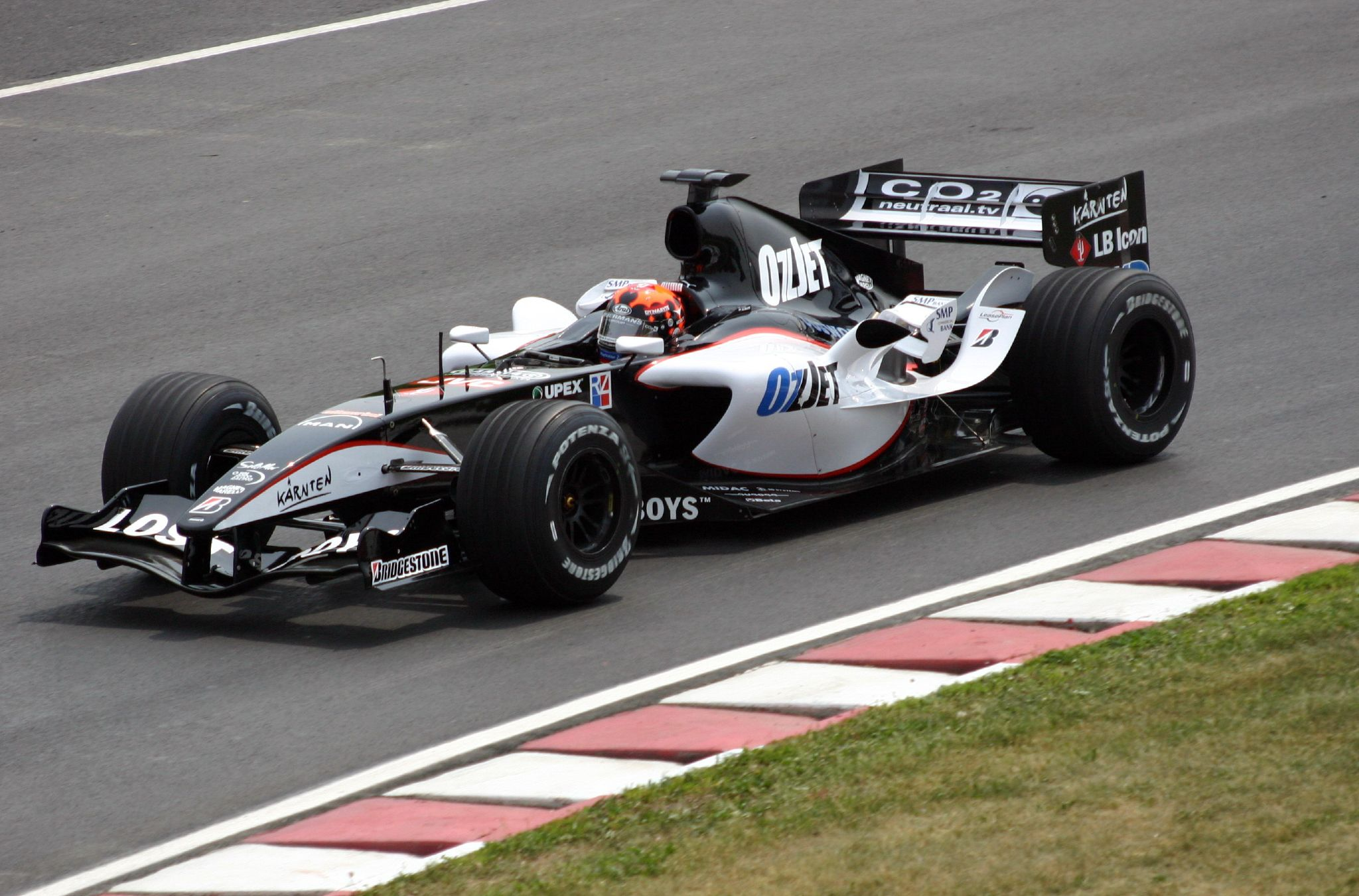
Christijan Albers w wyścigu o Grand Prix Kanady 2005 w barwach Minardi

Korzenie zespołu Scuderia AlphaTauri sięgają ekipy Minardi, założonej we włoskiej Faenzy przez Giancarla Minardiego. W sezonach 1980-1984 zespół uczestniczył w Mistrzostwach Europy Formuły 2 – w tym samym czasie jedyne zwycięstwo dla ekipy wywalczył Michele Alboreto w Grand Prix Adriatyku w 1981, a najlepszy wynik zanotował Alessandro Nannini w 1983, zajmując siódme miejsce.
W 1984, Minardi rozpoczął przygotowania do startów w Formule 1 – spotkał się on z prezesem Alfa Romeo Ettore Massacesim, aby przedstawić projekt, co spotkało się z pozytywnym odzewem szefa producenta i zgodził się na dostarczenie silników. Latem 1984 ukończono model M184, który prowadził Alessandro Nannini. Mimo przejechania dwóch tysięcy kilometrów, Massacesi informuje Minardiego, że wycofuje się z porozumienia. Zespół postanowił podpisać umowę z firmą Motori Moderni, założoną jesienią 1984 roku przez byłego pracownika Alfy, Carlo Chitiego. Jednakże na pierwsze dwa wyścigi sezonu, z uwagi na to, że włoskiej firmie nie udało się wykonać jednostki napędowej na czas, Minardi używało silnika Ford Cosworth.
Ekipa brała udział w 340 wyścigach Formuły 1 w sezonach 1985-2005, zdobywając 38 punktów. Najlepszym rezultatem kierowcy Minardi było zajęcie czwartej pozycji – osiągneli ją Pierluigi Martini (w Grand Prix San Marino 1991 i Grand Prix Portugalii 1991) i Christian Fittipaldi (w Grand Prix Południowej Afryki 1993). Włoski zespół najlepiej radził sobie w sezonie 1991, zajmując siódme miejsce.
Początkowo właścicielem zespołu był Giancarlo Minardi – w 1996 większość udziałów przejęło konsorcjum kierowane przez Flavio Briatore, w którego skład wchodził m.in. Gabriele Rumi. Rok później, Briatore próbował sprzedać swoje udziały koncernowi British American Tobacco, na co nie było zgody Minardiego i Rumiego, wobec czego Flavio Briatore sprzedał swoje udziały Rumiemu. 30 stycznia 2001, nowym właścicielem zespołu został Paul Stoddart, właściciel linii lotniczych European Airlines.

#### Red Bull kupuje Minardi i przemienia w Scuderia Toro Rosso

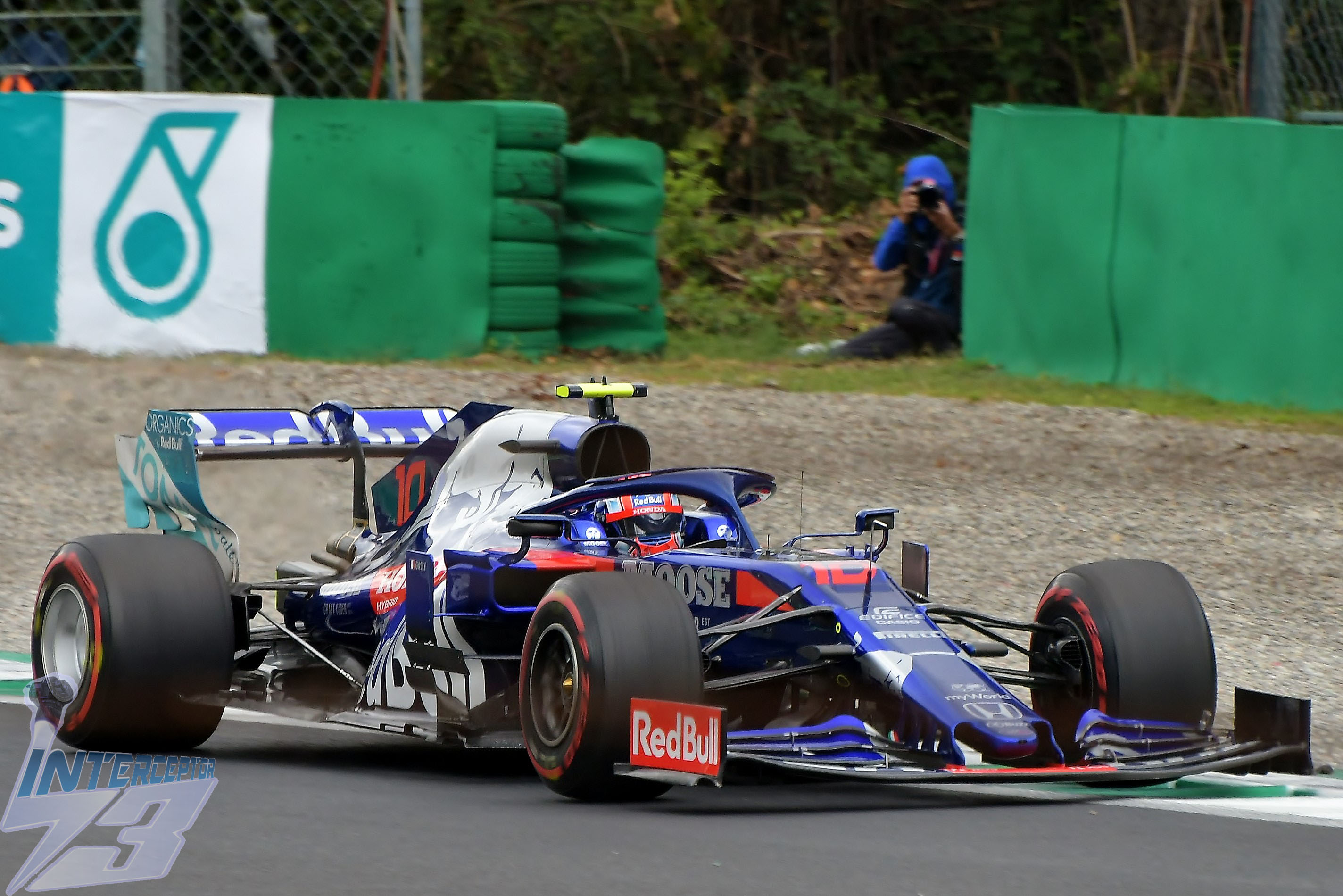
Pierre Gasly w wyścigu o Grand Prix Włoch 2019 w barwach Scuderia Toro Rosso

W 2005 roku, Paul Stoddart oświadczył, że sprzeda zespół pod warunkiem, że nowy nabywca popchnie zespół do przodu. Australijczyk przyznał, że miał 41 zapytań od potencjalnych nabywców, wśród nich był m.in. Eddie Irvine, który występował w imieniu rosyjskiego magnata wódki i bankowości Roustama Tariko. 10 września 2005, Red Bull poinformował oficjalnie o nabyciu zespołu Minardi i przemienieniu go w juniorski zespół.
Po informacji o sprzedaży zespołu, fani Minardi natychmiast rozpoczęli internetową petycję w sprawie zachowania nazwy i dziedzictwa zespołu. Mimo zebrania piętnastu tysięcy podpisów petycja nie przyniosła skutku i zmieniono nazwę ekipy na Scuderia Toro Rosso.
Zespół był aktywny w Mistrzostwach Świata Formuły 1 w sezonach 2006-2019, zdobywając 500 punktów. Największym sukcesem włoskiej stajni było zwycięstwo Sebastiana Vettela w Grand Prix Włoch 2008. Najlepiej zespół radził sobie w sezonach 2008 i 2019, gdzie zajmował on szóste miejsce w klasyfikacji konstruktorów.

#### Zmiana nazwy na Scuderia AlphaTauri
Pod koniec września 2019, Toro Rosso wnioskował o zmianę nazwy ekipy na Scuderia AlphaTauri. Miało to na celu wypromowanie przez austriacki koncern swojej marki odzieżowej, powstałej w 2016 roku. Miesiąc później, Światowa Rada Sportów Motorowych zaakceptowała wniosek Red Bulla o zmianę nazwy, a 30 listopada FIA potwierdziła nową nazwę zespołu na sezon 2020.

### Starty w Formule 1

#### 2020

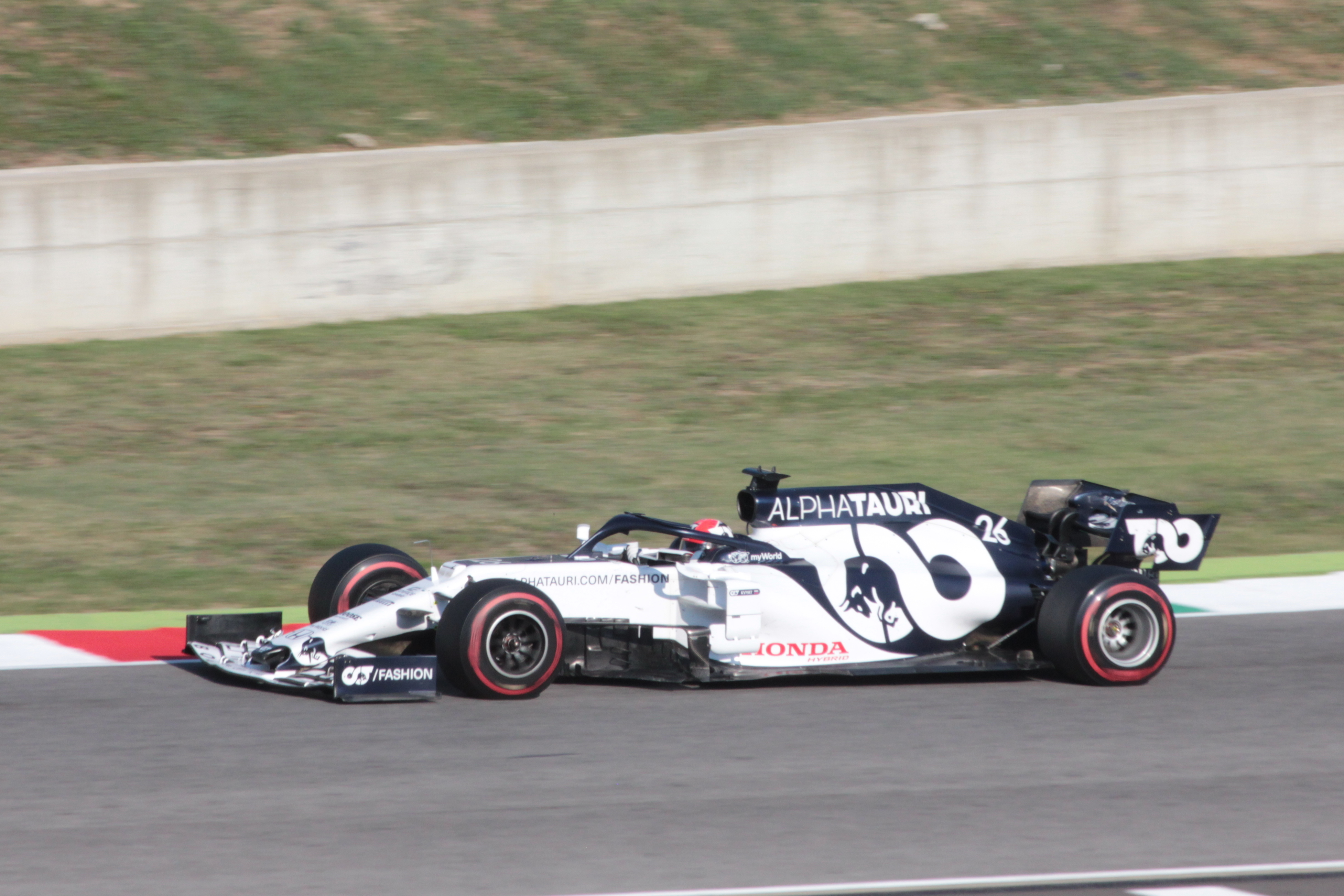
Daniił Kwiat podczas Grand Prix Toskanii 2020

Reprezentantami włoskiej ekipy w sezonie 2020 byli Pierre Gasly i Daniił Kwiat. Podobnie jak Toro Rosso, zespół korzystał z silników Hondy. Już w pierwszym wyścigu, Gasly zdobył pierwsze punkty dla zespołu, zajmując siódme miejsce. Po Grand Prix Belgii, reprezentanci AlphaTauri zebrali łącznie dwadzieścia punktów. Podczas Grand Prix Włoch, Pierre Gasly wywalczył swoje pierwsze zwycięstwo w karierze. Tym samym było to pierwsze zwycięstwo AlphaTauri i pierwsze zwycięstwo francuskiego kierowcy w wyścigu Formuły 1 od Grand Prix Monako 1996, kiedy na najwyższym stopniu podium stanął Olivier Panis jeżdżący dla Ligiera.
Łącznie kierowcy zespołu zdobyli 107 punktów, dzięki czemu AlphaTauri zakończyła swój debiutancki sezon na siódmej pozycji

#### 2021

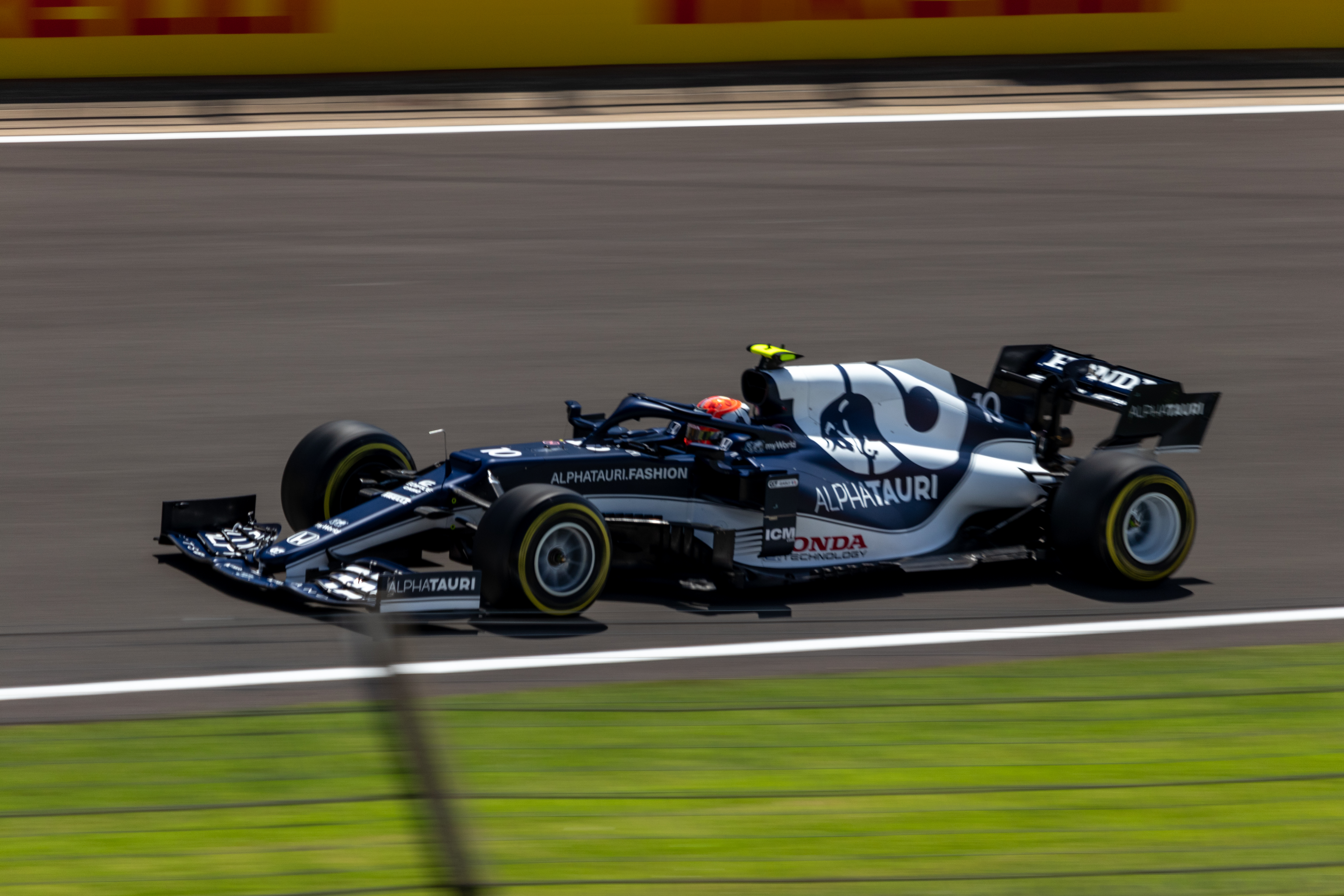
Pierre Gasly podczas Grand Prix Wielkiej Brytanii 2021

Przed sezonem 2021, zespół przedłużył umowę z Gaslym, natomiast nastąpiła zmiana jego partnera zespołowego. Już w trakcie sezonu 2020, opiekun programu Red Bulla Helmut Marko przyznał, że nie jest zadowolony z osiągów Rosjanina. Z posadą łączeni byli Liam Lawson i Yūki Tsunoda. Ostatecznie, na początku drugiej połowy grudnia oficjalnie potwierdzono, że miejsce Kwiata w zespole zajmie Tsunoda.
Sezon ten był dużo lepszy od poprzedniego – w Azerbejdżanie Gasly przegrał tylko z Sergio Pérezem i Sebastianem Vettelem, dodatkowo będąc blisko podium w Holandii i Meksyku. Najlepiej zespół zaprezentował się podczas finałowego Grand Prix Abu Zabi, gdzie Yūki Tsunoda i Pierre Gasly zajęli odpowiednio czwarte i piąte miejsce.
Reprezentanci AlphaTauri zdobyli łącznie 142 punkty, co przełożyło się na szóste miejsce ekipy w klasyfikacji konstruktorów

#### 2022

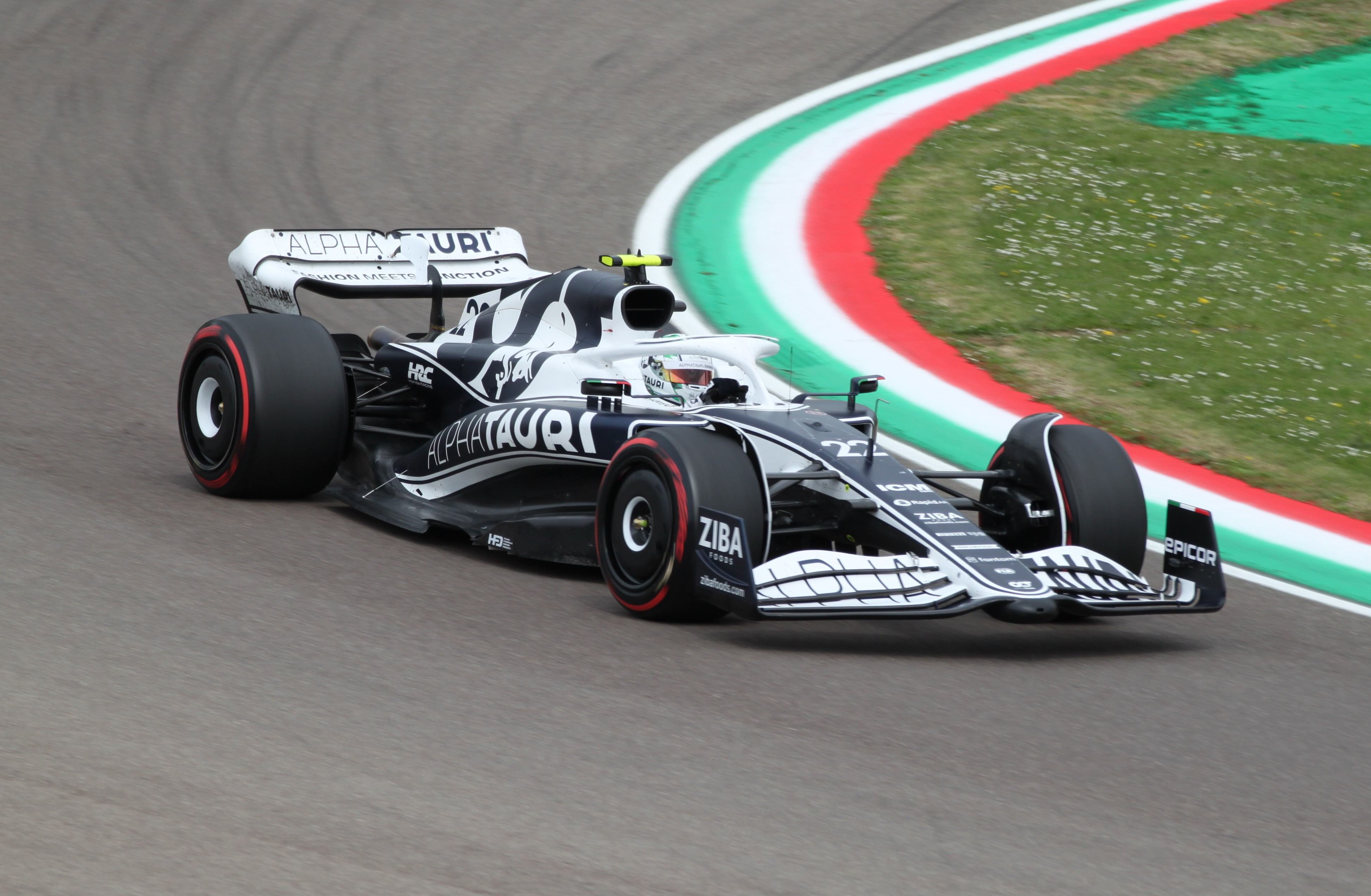
Yūki Tsunoda podczas Grand Prix Emilii-Romanii 2022

7 września 2021, zespół AlphaTauri potwierdził zatrzymanie Gasly'ego i Tsunody na sezon 2022. Po sezonie 2021, Honda wycofała się z Formuły 1 z końcem sezonu 2021. Ich jednostki przejął koncern Red Bulla, i pod nazwą RBPT używane były silniki stosowane również w samochodach AlphaTauri.
Rok ten był słabszy dla włoskiej ekipy – Gasly sześciokrotnie kończył wyścigi w pierwszej dziesiątce, podczas gdy Tsunoda uczynił to cztery razy. Najlepszy wynik zespół zanotował w Azerbejdżanie, gdzie Francuz ukończył wyścig na piątej pozycji. Sezon dla AlphaTauri zakończył się dziewiątym miejscem w klasyfikacji konstruktorów z 35 punktami, wyprzedzając w tabeli tylko Williamsa.

#### 2023

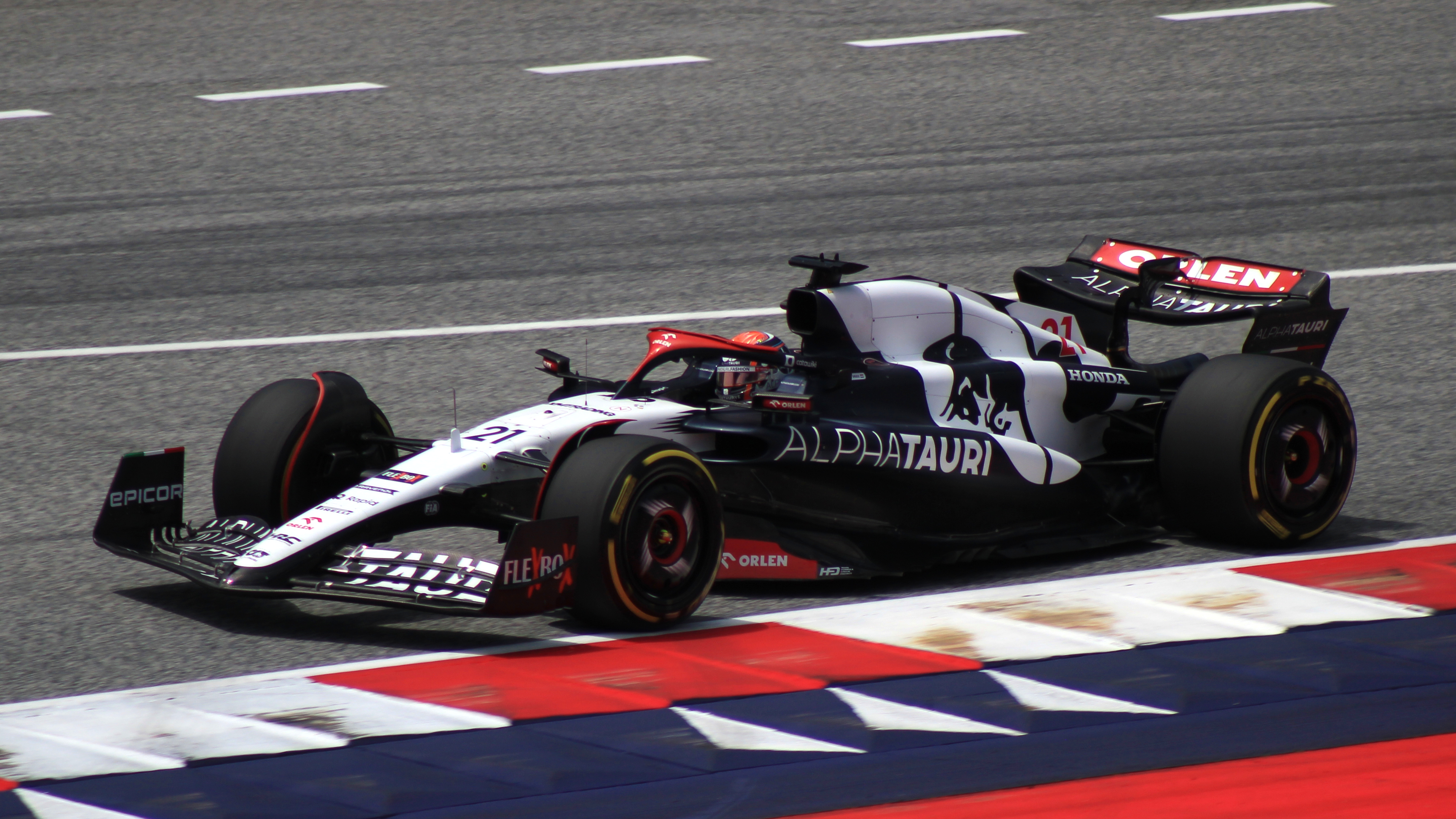
Nyck de Vries podczas Grand Prix Austrii 2023

W trakcie sezonu 2022, Pierre Gasly i Yūki Tsunoda przedłużyli kontrakty na sezon 2023. Na przełomie sierpnia i września, nasilały się pogłoski o możliwym przejściu Gasly'ego do Alpine. Na początku września, Helmut Marko poinformował, że zespół porozumiał się z Coltonem Hertą, jeżdżącym do tej pory w serii IndyCar Series. Jednak po kilku dniach, FIA zdecydowała nie przyznawać amerykańskiemu kierowcy superlicencji ze względu na zbyt małą liczbę punktów, a ekipa zrezygnowała z zatrudnienia Herty. 8 października poinformowano, że Gasly unieważnił kontrakt z Red Bullem, podpisując umowę z Alpine, gdzie zastąpił Fernando Alonso. Tego samego dnia ogłoszono, że Nyck de Vries przejmie kokpit Gasly'ego w AlphaTauri. W styczniu 2023, zespół nawiązał współpracę sponsorską z PKN Orlen, będącym do tej pory tytularnym sponsorem ekipy Alfy Romeo.
Pierwsza połowa sezonu była katastrofą – do Grand Prix Węgier zespół zdobył tylko dwa punkty, wywalczone przez Tsunodę w Australii i Azerbejdżanie. Słabe starty de Vriesa spowodowały, że w trakcie sezonu mówiło się o jego zwolnieniu. Przed Grand Prix Węgier zespół poinformował o rozwiązaniu kontraktu z niderlandzkim kierowcą, a jego miejsce zajął Daniel Ricciardo, pełniący funkcję trzeciego kierowcy Red Bull Racing po odejściu z McLarena. Podczas drugiego treningu do Grand Prix Holandii, Australijczyk miał wypadek, po którym doznał złamania kości śródręcza lewej dłoni – na kilka wyścigów zastąpił go Liam Lawson. Nowozelandczyk wykorzystał szansę, zdobywając jedyne punkty w Singapurze, zajmując dziewiąte miejsce. Daniel Ricciardo wrócił do włoskiej ekipy od Grand Prix Stanów Zjednoczonych i już w drugim wyścigu po powrocie zapewnił jej najlepszy wynik – Australijczyk ukończył wyścig w Meksyku na siódmej pozycji. Tsunoda w ostatnich pięciu wyścigach zgromadził czternaście punktów.
Zespół zakończył zmagania na ósmej pozycji z 25 punktami na koncie, pokonując Alfę Romeo i Haasa.

### Zmiana nazwy
Po śmierci Dietricha Mateschitza, założyciela Red Bulla i obu zespołów austriackiego koncernu oraz ustanowieniu nowej struktury kierowniczej firmy, przyszłość zespołu była przedmiotem wielu spekulacji. Konsultant Red Bulla Helmut Marko zapewnił, że ekipa nie zostanie sprzedana, choć przyznał, że zespół będzie bliżej współpracował z Red Bull Racing, dzięki przeniesieniu głównej bazy rozwoju do Wielkiej Brytanii. Pod koniec czerwca 2023, Austriak potwierdził, że zespół doczeka się nowego sponsora i zmiany nazwy.
24 stycznia 2024 zespół poinformował, że AlphaTauri przemieniło się w Visa Cash App RB Formula 1 Team.

## Wyniki
| Legenda oznaczeń w tabelach wyników Wyświetl szablon na nowej stronie | Legenda oznaczeń w tabelach wyników Wyświetl szablon na nowej stronie                                                                     |
| Oznaczenie                                                            | Wyjaśnienie |
| --------------------------------------------------------------------- | --- |
| Złoty                                                                 | Zwycięzca lub mistrzostwo |
| Srebrny                                                               | 2. miejsce lub wicemistrzostwo |
| Brązowy                                                               | 3. miejsce lub II wicemistrzostwo |
| Zielony                                                               | Ukończył, punktował (w klasyfikacji generalnej, gdy zdobył co najmniej jeden punkt na przestrzeni sezonu, poza trzema powyższymi opcjami) |
| Niebieski                                                             | Ukończył, nie punktował (w klasyfikacji generalnej, gdy nie zdobył co najmniej jednego punktu na przestrzeni sezonu)                      |
| Czerwony                                                              | Nie zakwalifikował się (NZ) |
| Czerwony                                                              | Nie prekwalifikował się (NPK) |
| Różowy                                                                | Nie ukończył (NU) |
| Różowy                                                                | Niesklasyfikowany (NS) (w klasyfikacji generalnej, gdy nie został sklasyfikowany w żadnym wyścigu sezonu)                                 |
| Czarny                                                                | Zdyskwalifikowany (DK) |
| Czarny                                                                | Wykluczony (WYK/EX) |
| Biały                                                                 | Nie wystartował (NW) |
| Biały                                                                 | Kontuzjowany (K/INJ) |
| Biały                                                                 | Wyścig odwołany (OD/C) |
| Bez koloru                                                            | Został wycofany (WYC/WD) |
| Bez koloru                                                            | Nie przybył (NP/DNA) |
| Bez koloru                                                            | Nie brał udziału w treningach (NT/DNP) |
| Bez koloru                                                            | Nie został zgłoszony (–) |
| Pogrubienie                                                           | Start z pole position |
| Kursywa                                                               | Najszybsze okrążenie wyścigu |
| †                                                                     | Nie ukończył, ale jego rezultat został zaliczony ze względu na przejechanie więcej niż 90% dystansu wyścigu.                              |
| *                                                                     | Sezon w trakcie |
| 1/2/3                                                                 | Punktowana pozycja w sprincie kwalifikacyjnym                                                                                             |
| Lista systemów punktacji Formuły 1                                    | |

| Sezon | Konstruktor           | Kierowcy         | Wyniki w poszczególnych eliminacjach | Wyniki w poszczególnych eliminacjach | Wyniki w poszczególnych eliminacjach | Wyniki w poszczególnych eliminacjach | Wyniki w poszczególnych eliminacjach | Wyniki w poszczególnych eliminacjach | Wyniki w poszczególnych eliminacjach | Wyniki w poszczególnych eliminacjach | Wyniki w poszczególnych eliminacjach | Wyniki w poszczególnych eliminacjach | Wyniki w poszczególnych eliminacjach | Wyniki w poszczególnych eliminacjach | Wyniki w poszczególnych eliminacjach | Wyniki w poszczególnych eliminacjach | Wyniki w poszczególnych eliminacjach | Wyniki w poszczególnych eliminacjach | Wyniki w poszczególnych eliminacjach | Wyniki w poszczególnych eliminacjach | Wyniki w poszczególnych eliminacjach | Wyniki w poszczególnych eliminacjach | Wyniki w poszczególnych eliminacjach | Wyniki w poszczególnych eliminacjach | Wyniki kierowców | Wyniki kierowców | Wyniki konstruktora | Wyniki konstruktora |
| 2020  |                       |                  | Austria                              |                                      | Węgry                                | Wielka Brytania                      | Wielka Brytania                      | Hiszpania                            | Belgia                               | Włochy                               | Toskania                             | Rosja                                | Niemcy                               | Portugalia                           | Emilia-Romania                       | Turcja                               | Bahrajn                              | Bahrajn                              |                                      |                                      |                                      |                                      |                                      |                                      | Pkt.             | Msc.             | Pkt.                | Msc.                |
| ----- | --------------------- | ---------------- | ------------------------------------ | ------------------------------------ | ------------------------------------ | ------------------------------------ | ------------------------------------ | ------------------------------------ | ------------------------------------ | ------------------------------------ | ------------------------------------ | ------------------------------------ | ------------------------------------ | ------------------------------------ | ------------------------------------ | ------------------------------------ | ------------------------------------ | ------------------------------------ | ------------------------------------ | ------------------------------------ | ------------------------------------ | ------------------------------------ | ------------------------------------ | ------------------------------------ | ---------------- | ---------------- | ------------------- | ------------------- |
| 2020  | AlphaTauri-Honda      | Pierre Gasly     | 7                                    | 15                                   | NU                                   | 7                                    | 11                                   | 9                                    | 8                                    | 1                                    | NU                                   | 9                                    | 6                                    | 5                                    | NU                                   | 13                                   | 6                                    | 11                                   | 8                                    |                                      |                                      |                                      |                                      |                                      | 75               | 10               | 107                 | 7                   |
| 2020  | AlphaTauri-Honda      | Daniił Kwiat     | 12                                   | 10                                   | 12                                   | NU                                   | 10                                   | 12                                   | 11                                   | 9                                    | 7                                    | 8                                    | 15                                   | 19                                   | 4                                    | 12                                   | 11                                   | 7                                    | 11                                   |                                      |                                      |                                      |                                      |                                      | 32               | 14               | 107                 | 7                   |
| 2021  |                       |                  | Bahrajn                              | Emilia-Romania                       | Portugalia                           | Hiszpania                            | Monako                               | Azerbejdżan                          | Francja                              |                                      | Austria                              | Wielka Brytania                      | Węgry                                | Belgia                               | Holandia                             | Włochy                               | Rosja                                | Turcja                               | Stany Zjednoczone                    | Meksyk                               |                                      | Katar                                | Arabia Saudyjska                     |                                      | Pkt.             | Msc.             | Pkt.                | Msc.                |
| 2021  | AlphaTauri-Honda      | Pierre Gasly     | 17                                   | 7                                    | 10                                   | 10                                   | 6                                    | 3                                    | 7                                    | NU                                   | 9                                    | 11                                   | 5                                    | 6                                    | 4                                    | NU                                   | 13                                   | 6                                    | NU                                   | 4                                    | 7                                    | 11                                   | 6                                    | 5                                    | 110              | 9                | 142                 | 6                   |
| 2021  | AlphaTauri-Honda      | Yūki Tsunoda     | 9                                    | 12                                   | 15                                   | NU                                   | 16                                   | 7                                    | 13                                   | 10                                   | 12                                   | 10                                   | 6                                    | 15                                   | NU                                   | NW                                   | 17                                   | 14                                   | 9                                    | NU                                   | 15                                   | 13                                   | 14                                   | 4                                    | 32               | 14               | 142                 | 6                   |
| 2022  |                       |                  | Bahrajn                              | Arabia Saudyjska                     | Australia                            | Emilia-Romania                       | Stany Zjednoczone                    | Hiszpania                            | Monako                               | Azerbejdżan                          | Kanada                               | Wielka Brytania                      | Austria                              | Francja                              | Węgry                                | Belgia                               | Holandia                             | Włochy                               | Singapur                             | Japonia                              | Stany Zjednoczone                    | Meksyk                               |                                      |                                      | Pkt.             | Msc.             | Pkt.                | Msc.                |
| 2022  | AlphaTauri-RBPT       | Pierre Gasly     | NU                                   | 8                                    | 9                                    | 12                                   | NU                                   | 13                                   | 11                                   | 5                                    | 14                                   | NU                                   | 15                                   | 12                                   | 12                                   | 9                                    | 11                                   | 8                                    | 10                                   | 18                                   | 14                                   | 11                                   | 14                                   | 14                                   | 23               | 14               | 35                  | 9                   |
| 2022  | AlphaTauri-RBPT       | Yūki Tsunoda     | 8                                    | NW                                   | 15                                   | 7                                    | 12                                   | 10                                   | 17                                   | 13                                   | NU                                   | 14                                   | 16                                   | NU                                   | 19                                   | 13                                   | NU                                   | 14                                   | NU                                   | 13                                   | 10                                   | NU                                   | 17                                   | 11                                   | 12               | 17               | 35                  | 9                   |
| 2023  |                       |                  | Bahrajn                              | Arabia Saudyjska                     | Australia                            | Azerbejdżan                          | Stany Zjednoczone                    | Monako                               | Hiszpania                            | Kanada                               | Austria                              | Wielka Brytania                      | Węgry                                | Belgia                               | Holandia                             | Włochy                               | Singapur                             | Japonia                              | Katar                                | Stany Zjednoczone                    | Meksyk                               |                                      | Stany Zjednoczone                    |                                      | Pkt.             | Msc.             | Pkt.                | Msc.                |
| 2023  | AlphaTauri-Honda RBPT | Nyck de Vries    | 14                                   | 14                                   | 15                                   | NU                                   | 18                                   | 12                                   | 14                                   | 18                                   | 17                                   | 17                                   | –                                    | –                                    | –                                    | –                                    | –                                    | –                                    | –                                    | –                                    | –                                    | –                                    | –                                    | –                                    | 0                | 22               | 25                  | 8                   |
| 2023  | AlphaTauri-Honda RBPT | Daniel Ricciardo | –                                    | –                                    | –                                    | –                                    | –                                    | –                                    | –                                    | –                                    | –                                    | –                                    | 13                                   | 16                                   | WD                                   | –                                    | –                                    | –                                    | –                                    | 15                                   | 7                                    | 13                                   | 14                                   | 11                                   | 6                | 17               | 25                  | 8                   |
| 2023  | AlphaTauri-Honda RBPT | Liam Lawson      | –                                    | –                                    | –                                    | –                                    | –                                    | –                                    | –                                    | –                                    | –                                    | –                                    | –                                    | –                                    | 13                                   | 11                                   | 9                                    | 11                                   | 17                                   | –                                    | –                                    | –                                    | –                                    | –                                    | 2                | 20               | 25                  | 8                   |
| 2023  | AlphaTauri-Honda RBPT | Yūki Tsunoda     | 11                                   | 11                                   | 10                                   | 10                                   | 11                                   | 15                                   | 12                                   | 14                                   | 19                                   | 16                                   | 15                                   | 10                                   | 16                                   | NW                                   | NU                                   | 12                                   | 15                                   | 8                                    | 12                                   | 96                                   | 18†                                  | 8                                    | 17               | 14               | 25                  | 8                   |

## Podsumowanie
| Ważne wyścigi                 | Ważne wyścigi                                                  |
| ----------------------------- | -------------------------------------------------------------- |
| Debiut                        | Grand Prix Austrii 2020 (#1, Pierre Gasly, Daniił Kwiat)       |
| Pierwsze punkty               | Grand Prix Austrii 2020 (#1, Pierre Gasly)                     |
| Pierwsze podium               | Grand Prix Włoch 2020 (#8, Pierre Gasly)                       |
| Pierwsze najszybsze okrążenie | Grand Prix Węgier 2021 (#28, Pierre Gasly)                     |
| Pierwsze zwycięstwo           | Grand Prix Włoch 2020 (#8, Pierre Gasly)                       |
| Ostatni                       | Grand Prix Abu Zabi 2023 (#83, Daniel Ricciardo, Yūki Tsunoda) |
| Najwyższe pozycje             |                                                                |
| Kwalifikacje                  | 2                                                              |
| Wyścig                        | 1                                                              |

## Kierowcy
|     | Kierowca         | Sezony    | Starty | PP | Wygrane | MŚ | Zespół    |
| --- | ---------------- | --------- | ------ | -- | ------- | -- | --------- |
| FRA | Pierre Gasly     | 2020-2022 | 61     | 0  | 1       |    | fabryczny |
| RUS | Daniił Kwiat     | 2020      | 17     | 0  | 0       |    | fabryczny |
| JPN | Yūki Tsunoda     | 2020-2023 | 66     | 0  | 0       |    | fabryczny |
| NED | Nyck de Vries    | 2023      | 10     | 0  | 0       |    | fabryczny |
| AUS | Daniel Ricciardo | 2023      | 7      | 0  | 0       |    | fabryczny |
| NZL | Liam Lawson      | 2023      | 5      | 0  | 0       |    | fabryczny |

## Informacje techniczne
| Sezon | Zespół                    | Podwozie        | Silnik (Typ)                | Opony   |
| ----- | ------------------------- | --------------- | --------------------------- | ------- |
| 2020  | Scuderia AlphaTauri Honda | AlphaTauri AT01 | Honda RA620H 1.6 V6T        | Pirelli |
| 2021  | Scuderia AlphaTauri Honda | AlphaTauri AT02 | Honda RA621H 1.6 V6T        | Pirelli |
| 2022  | Scuderia AlphaTauri       | AlphaTauri AT03 | RBPT RBPTH001 1.6 V6T       | Pirelli |
| 2023  | Scuderia AlphaTauri       | AlphaTauri AT04 | Honda RBPT RBPTH001 1.6 V6T | Pirelli |
| Razem | 2                         | 4               | 3                           | 1       |
| Sezon | Zespół                    | Podwozie        | Silnik (Typ)                | Opony   |